# چاه بادام ۱
چاه بادام ۱ یک روستا در ایران است که در دهستان شریف‌آباد (سیرجان) واقع شده‌است.